# Doreiku: Boku to 23-nin no dorei
Pour plus de détails, voir Fiche technique et Distribution.
Doreiku: Boku to 23-nin no dorei (奴隷区 僕と23人の奴隷) (Tokyo Slaves en anglais) est un film japonais réalisé par Sakichi Sato, sorti au Japon le 28 juin 2014.
Il s'agit de l'adaptation en film live du manga La Cité des esclaves scénarisé par Shinichi Okada et dessiné par Hiroto Ôishi.

## Fiche technique
- Titre : Doreiku: Boku to 23-nin no dorei
- Titre original : Doreiku: Boku to 23-nin no dorei (奴隷区 僕と23人の奴隷?)
- Titre anglais : Tokyo Slaves
- Réalisation : Sakichi Sato
- Scénario : Sakichi Sato, d'après le manga La Cité des esclaves scénarisé par Shinichi Okada et dessiné par Hiroto Ôishi
- Musique :
  - Thème : Taboo de Nightmare
  - Générique de début : Dratisca de Nightmare
- Production : Excellent Film
- Diffusion : T-Joy
- Pays d'origine : Japon
- Genre : Action
- Durée : 100 min.
- Date de sortie : 
  - Japon : 28 juin 2014
  - Taïwan : 11 juillet 2014

## Distribution
- Sayaka Akimoto : Eia Arakawa
- Kanata Hongo : Yuuga Oota
- Hikaru Ohsawa
- Yuki Yamada
- Yuki Kubota
- Udai Iwasaki
- Yusuke Makio
- Miyuki Torii
- Yosuke Saito